# Matton (rivier)
De Matton is een riviertje van het Maasbekken.
Hij stoomt in het noorden van het Franse departement Ardennes. De Matton ontspringt net als de Marche in het Bos van Banel, maar dan aan de Franse kant, in de gemeente Matton-et-Clémency. De Matton stroomt 8 km door de Franse Ardennen en mondt bij Carignan uit in de Aulnois.